# 平手打ち

平手打ちを受ける男性。

平手打ち（ひらてうち）は、掌で相手の体を打つ行為及び相撲やプロレスなどの格闘技における殴打技である。一般社会では暴力行為や体罰の一種とされる。特に顔面（主に頬）をめがけて使用する場合は俗称としてビンタとも呼ばれている。

## 格闘技術

### 概要
各種格闘技において打撃技（殴打技）としてよく使用される。パンチに比べると、拳を痛める心配が少なく、ダメージが大きくない、あるいは大きくしないことが可能な殴打技であることから教育的、訓導的な意味で使われることもある。しかし威力がパンチに劣るとは限らず、相手を失神させたり、相手の耳の鼓膜を破裂させることもある。

### 種類
張り手
相撲技。振り回すように横から打つもので、主に顔面を狙う場合が多い。
突っ張り
相撲技。真っ直ぐに突き出して掌で打つ。基本的には胸板を狙う。
掌底打ち
空手、中国拳法などの技。掌の手首よりの堅い部分で打つもの。掌打、掌底と略される場合が多い。主に顔面を狙うことが多い。
八卦掌
中国拳法では掌のみを使う技法があり、様々な掌による打撃を使うことで知られる有名な技術として八卦掌が知られる。他に劈掛掌などもある。
またこの他にも、チョップや手刀打ちといった類似技がある。
なお、相撲においては、平手以外での殴打は反則となり、直ちに負けである。初切でのみ見られる。

### プロレス
プロレスでは、しばしば平手打ちが使用される。理由としてはナックルパートによる殴打が反則であるため・当たった瞬間に快音が響き観客へのアピールになるため、パートナーや対戦相手に活を入れるためなどがあげられる。
序盤及び中盤の見せ場として、互いの顔面を張り合う「張り手合戦」が展開される事もある。また、力の入れ方や、決め方によっては大ダメージを与えたり、ノックアウト可能な大技にもなりえ、フィニッシュ・ホールドとしても使用可能である。なお、類似技として掌打がある。
相撲出身プロレスラーに限らず、多くのレスラーが使用している。特に猪木はファンに対するサービスとして行う「闘魂ビンタ」も有名である。

## 暴力行為、体罰

### 概要
格闘技の技としてでなく、それ以外の場面、つまり一般の社会生活で平手打ちを使用する行為は、正当防衛でない場合、暴力行為とされる。
俗に「ビンタ」と呼ばれ、主に顔の頬の部分を叩く。頬を叩く行為が内包する侮辱はある程度の普遍性があり、打たれたものは往々にして強い感情の激化を引き起こす。逆に興奮している者を鎮めるために頬を叩く例もある。新約聖書・マタイによる福音書にはイエス・キリストの言葉「右の頬を打たれれば左の頬を出せ」が紹介されている。
別の形として、平手で尻を叩く、尻叩きと呼ばれるものがある。西洋でスパンキングといわれるのは往々にしてこちらである。
他に、相手の背中を叩く例があり、これは往々に「どやしつける」という。むしろ慰めたり、励ましたりという方に使われる。

### 種類
通常は手のひらで行われるが、変種もある。

#### 往復ビンタ
手のひらで相手を叩いた後、返す手の甲で反対側の頬を叩く。通常、数回続けて行われる。

#### 片側固定式ビンタ[要出典]
平手が的確にヒットするよう、反対側の頬を手で固定して行うやり方（「片頬固定式ビンタ」と称されることもある。）。主に学校体罰としてのビンタで用いられる。

#### 対抗ビンタ（対面ビンタ[要出典]）
ビンタを受ける者が複数の場合、その者同士でお互いに平手打ちを張り合わせる。仲間同士だからといって手加減して叩くとより強くやるよう強いられるため、肉体的苦痛のみならず「仲間を殴った」との精神的苦痛も尾を引くことになる。
太平洋戦争末期の1945年に学徒隊に動員された中学生が愛知県豊橋市で受けた訓練で、対抗ビンタが使われた。
ミツミ電機が新人研修で「元気の無い新人社員に気合をかけるため」と称して対抗ビンタをさせたことが発覚し、物議をかもした。

### 事例
罰ゲーム、いじめ、お仕置き、折檻として行う。折檻としての平手打ちはかつては親が子供に対して行うのが普通であったが、最近では児童虐待が社会問題になったため、あまり行われない。小さな子供に対しては、お尻を叩くのが標準であった。他には気合を入れるための儀式にも用いられる。このような叩き手としてはアントニオ猪木、初音みのりが有名である。フィクション作品（テレビドラマ、映画）では男女の別れ、浮気が発覚したシーン等に、激昂した女性が男性・女性に対して行う。SMプレイの一種にも平手打ちはある。これは特別にスパンキングと言うこともある。日本陸軍でもお馴染みの体罰であった。

## 比喩として
往復ビンタ
- 外国為替証拠金取引（FX）で、相場が大きく変動した時に損を出し、損切りした後に損を取り返そうと新たに逆のポジションを持った時、さらに損を出してしまうこと。
- 将棋の手番を入れ替えて行う連戦で、同じ戦法を使った側が連敗すること。

札束ビンタ
「現金の力に物を言わせて相手に（主に屈辱的な）要求を飲ませる」という隠喩。また、主にフィクションの世界では、同様の意味で物理的に札束や数枚の札で相手の頬を軽く叩く行為も見られる。使われるのは高額紙幣。